# Karoline Mayer (Missionarin)
Karoline Mayer (* 1943 in Eichstätt) ist eine in Chile tätige deutsche Missionarin und Entwicklungshelferin, die auch die chilenische Staatsbürgerschaft besitzt.

## Leben

### Anfänge
Karoline Mayer wurde 1943 in Eichstätt geboren und wuchs in Pietenfeld, das heute zur Gemeinde Adelschlag gehört, auf. Im Anschluss an die primäre Schulausbildung in ihrer Heimat besuchte sie das geisteswissenschaftliche Gymnasium in Steyl in den Niederlanden. Dort absolvierte sie im Jahr 1964 das Abitur. Um sich auf ein religiöses Leben vorzubereiten, trat sie kurz darauf den Steyler Missionsschwestern bei und legte 1967 ihr Gelübde ab.

### Wirken in Chile
Obwohl Mayer als Missionarin in Indien oder China den Ärmsten dienen wollte, wurde sie 1968 nach Santiago de Chile entsandt. Der Orden der Steyler Missionare untersagte ihr den Beruf der Ärztin, weshalb sie ein Studium zur Universitätskrankenschwester an der Universidad de Chile aufnahm und dieses 1973 erfolgreich abschloss.
Parallel dazu wurde Mayer von einigen ihrer Kommilitonen darauf aufmerksam gemacht, dass es in der reichen Stadtgemeinde Las Condes in Santiago Orte gab, die nichts anderem als Abfallhügeln glichen. Auf diesen lebte die chilenische Unterschicht unter menschenunwürdigen Bedingungen. Sie sah darin die Möglichkeit, ihrem ursprünglichen Missionsziel gerecht zu werden: Dem Dienst an den Armen. Im Jahr 1971 zog sie dafür auf einen dieser Abfallhügel, der den Namen Areas Verdes trug. Hier wirkte Mayer dabei mit, eine christliche Gemeinde aufzubauen. Sie begann in einer staatlichen Krankenstation Patienten ohne Gegenleistung zu behandeln, gründete zwei Kindergärten und eine Volksküche, um den Hunger und das Leid der Menschen zu lindern.
1974 zog Mayer in die aus Landbesetzungen (“tomas de terreno”) hervorgegangene, arme Siedlung Angela Davis, benannt nach einer US-amerikanischen Bürgerrechtlerin, in der heutigen Kommune Recoleta. Der Steyler Orden missbilligte diese Entscheidung, weshalb Mayer aus dem Orden austrat und die Comunidad de Jesús, eine christliche Wohngemeinschaft, gründete. Sie übernahm die Leitung der Gemeinde Jesús Sol Naciente, die sie zusammen mit einem französischen Missionar gegründet hatte, und baute gemeinsam mit Schwester Maruja Jofré den Kindergarten Naciente auf, der bis heute fortbesteht.
Karoline Mayer hat zur gleichen Zeit, humanistisch motiviert, politischen Oppositionellen in der Militärdiktatur von General Augusto Pinochet geholfen. Sie versteckte dabei viele Regimegegner oder verhalf ihnen zur Flucht ins Ausland. Sie erhielt dafür mehrere Morddrohungen und wurde einmal verhaftet, auf Interventionen kirchlicher und diplomatischer Kreise jedoch wieder freigelassen.
Die Krise der Jahre 1975–76 gab Karoline Mayer den Anstoß zur Gründung einer Stiftung um auf die Notsituation der Armen zu reagieren und Dienste aufzubauen, die eines gesetzlichen Rahmens bedurften. So wurde 1977 die Fundación Missio ins Leben gerufen, als eine kirchliche Institution, deren Präsident Jorge Hourton, der damalige Regionalbischof von Santiago Nord, war. Schwester Karoline Mayer war bis 1988 Geschäftsführerin der Organisation. Unter dem Schutz der Kirche und in enger Zusammenarbeit mit Organisationen der Armenviertel wurden Polikliniken, Kinderkrippen, Kindergärten und Kindertagesstätten geschaffen. Außerdem gab es Förder- und Unterstützungsprogramme für Gemeinschaftsinitiativen sowie Programme zur Ausbildung von Frauen, Jugendlichen und Arbeitslosen.
Parallel dazu baute die Fundación Missio in der Zeit von 1985 bis 1988 das Armenviertel Villa Mercedes im Stadtteil Renca auf, um den Ärmsten ein festes Haus und eine Heimat zu geben. Das Land, auf dem die Siedlung für 174 Familien gebaut wurde, kaufte und spendete Mercedes Echeñique.
Im Jahr 1989 zog Schwester Karoline Mayer gemeinsam mit Schwester Maruja Jofré in ein Haus in das Armenviertel Quinta Bella. Dort bauten sie mit Unterstützung von Freundeskreisen aus Europa die Kapelle und das Gemeindezentrum Cristo Vive auf.
Der Übergang von der Militärdiktatur zur demokratischen Regierung eröffnete bessere Möglichkeiten zur sozialen Entwicklung der Bevölkerung. Schwester Karoline Mayer beschloss in dieser Zeit gemeinsam mit einer Gruppe aus Gläubigen und Nicht-Gläubigen  ein großes Sozial- und Bildungswerk aufzubauen: Die Fundación Cristo Vive. Sie wurde 1990 gegründet und verfolgt das Ziel, in äußerst armen Stadtvierteln Santiagos, verschiedenartige soziale Dienste, die Schwester Karoline Mayer und ihre Mitarbeiter mit der Fundación Missio begonnen hatten, fortzusetzen. Die Fundación Cristo Vive ist unterdessen auch in Peru und Bolivien aktiv. Des Weiteren wurde in Deutschland im Jahr 2002 der Verein Cristo Vive Europa und in der Schweiz im Jahr 2007 der Verein Cristo Vive Schweiz gegründet. Ihre Aufgaben bestehen darin, die Stiftungen in Lateinamerika durch Kampagnen und Spenden zu unterstützen.

## Auszeichnungen
Als Anerkennung für ihren Einsatz wurde ihr am 9. Oktober 2001 seitens der chilenischen Nationalversammlung die chilenische Staatsbürgerschaft zugesprochen. Darüber hinaus hat sie für ihre wohltätigen Leistungen sowohl in Deutschland als auch in Chile weitere Auszeichnungen erhalten:
- 1984: Bundesverdienstkreuz am Bande
- 1994: Shalom-Preis der Katholischen Universität Eichstätt
- 1994: Georg-Schulhoff-Preis der deutschen Handwerkskammer Düsseldorf
- 1997: Bundesverdienstkreuz 1. Klasse
- 1998: “Semilla de Mostaza”- Preis der Kirchengemeinde Kirchheim Bolanden
- 1998: Hija Ilustre de la Municipalidad de Huechuraba in Santiago de Chile
- 2001: Augustin-Bea-Preis der Internationalen Stiftung Humanum
- 2003: Distinción “Personaje Destacado” Ilustre Municipalidad Recoleta
- 2005: Verdienstmedaille des Landes Baden-Württemberg[10]
- 2008: Kardinal-Frings-Medaille des Katholisch-Sozialen Instituts
- 2009: Göttinger Edith-Stein-Preis
- 2010: Premio a la Mujer Bicentenario, Ilustre Municipalidad de Recoleta
- 2012: Premio a las 100 Mujeres Lideres, El Mercurio
- 2013: Marion Dönhoff Preis für internationale Verständigung und Versöhnung (Förderpreis)
- 2013: Preis "Heldin des Friedens" (Héroe de la Paz) der Jesuitenuniversität "Alberto Hurtado" in Santiago de Chile
- 2015: "Goldenes Herz" von "Ein Herz für Kinder"
- 2016: “Energía de mujer” als Anerkennung für ihre Arbeit mit der Gemeinschaft vom Energiekonzern Enersis
- 2016: “Premio a la trayectoria” für ihr Lebenswerk von dem “Enrique Silva Cimma-Preis”

## Schriften
- Karoline Mayer: Das Geheimnis ist immer die Liebe. Verlag Herder, 1. Auflage, 2006, ISBN 978-3-451-29070-1.
- Karoline Mayer und Angela Krumpen: Liebevolle Gebote für ein erfülltes Leben. Gräfe und Unzer, 1. Auflage, 2013, ISBN 978-3-8338-2763-1.
- Karoline Mayer und Angela Krumpen: Jeder trägt einen Traum im Herzen: Von der Kraft, die alles ändern kann. Verlag Herder, 1. Auflage, 2015, ISBN 978-3-451-31218-2.